# 大谷美咲
大谷 美咲（おおたに みさき、2003年1月11日 - ）は、日本のシンガーソングライターで、ロックバンド「ミーマイナー」のメンバー。女性アイドルグループ「PiXMiX」の元メンバー。愛知県名古屋市出身。

## 略歴
2015年8月、名古屋市大須のローカルアイドルグループOS☆U第6期生の関谷美咲として活動を始める。およそ1年半の活動の後、2017年2月にOS☆Uを卒業。
2017年7月、東宝芸能に所属するアイドルグループPiXMiXがデビューし、メンバーのMISAKIとして活動を始める。翌年、高校入学を機に祖父母と共に上京し、2019年10月にはキングレコードからメジャーデビューした。また、2021年4月より名前をフルネームに改めた。
ピアノとギターを特技とし、作詞作曲にも携わる。2023年より弾き語りによるライブ活動も行っている。
2024年9月、西川サスケと共にロックバンド「ミーマイナー」を結成し、ボーカルとギターを担当。2025年2月、およそ7年半活動したPiXMiXの解散を機に東宝芸能を退所した。以後は、美咲の名義で活動している。

## 出演
- OS☆U（在籍：2015年8月3日 - 2017年2月25日）
- PiXMiX（在籍：2017年7月29日 - 2025年2月24日）

### テレビ
- フットゴルフジャーニー（2021年1月23日・6月19日、テレビ愛知）[14]
- ドレスキーとコレスキー（2024年3月、テレビ埼玉） - 3月期アシスタント[15]

### CM
- DeNA、Pococha（2022年）[16]

## 作品

### 参加作品
- もの憂げ『詩華集』
  - 「ごみ feat.大谷美咲」（2023年、歌唱）[17]

## ライブ
- ヒキガタリウム（2023年1月 - 、White Martini Club、主催：R_Contemporary）[11][18]

## ミーマイナー
2024年9月より活動を始めたロックバンドで、西川サスケが全曲をプロデュースしている。
結成にあたっては、大谷がPiXMiXにメジャーデビュー曲を含む複数の楽曲提供するなど縁のあった西川に対し、「バンドを組んだらこの人の曲を演奏できる」と考え頼み込んだ。

### メンバー
- さすけ（リーダー・ベース）
- 美咲（ボーカル・ギター）

#### サポートメンバー
- わたさん（ギター）
- 葵（ドラム）

### ディスコグラフィ

#### EP
| #          | 発売日        | タイトル       | 規格       | 収録曲 | 備考                   |
| 自主制作盤 | 自主制作盤    | 自主制作盤     | 自主制作盤 | 自主制作盤 | 自主制作盤             |
| ---------- | ------------- | -------------- | ---------- | --- | ---------------------- |
| 1          | 2024年9月20日 | 愛の自販機     | 配信・CD   | 1.オーバーサイズ 2.愛の自販機 3.ワンルームナイト 4.愛してくれないんだね 5.ガムシロップ 6.あなたは生きてゆけるの？ | 全作詞作曲：大谷美咲   |
| 2          | 2025年3月11日 | ささくれハート | 配信・CD   | 1.ささくれハート 2.がらん 3.オンリーロンリータウン 4.レンタル彼女 5.ごみ 6.がらん(Unplugged)                      | 全作詞作曲：西川サスケ |